# Altdeutsches Decamerone
Ein Altdeutsches Decamerone gab es im Mittelalter nicht, allerdings gingen zwischen 1200 und 1500 etwa 200 „decameronische“ Geschichten als Schwank oder Märe in deutscher Sprache von Mund zu Mund, die in Sammelhandschriften zusammengefasst wurden. Diese lassen sich aber kaum vergleichen mit dem Vorbild des italienischen Decameron des Giovanni Boccaccio von 1348 bis 1353, da fast jede Novelle ihre Eigenheit durch das Erzählgut unterschiedlicher Autoren und der verändernden Wirkung mündlicher Überlieferung hat.
Auch in Frankreich entstanden ähnliche Novellen oder „fabliaux“, wie die Cent nouvelles nouvelles zwischen 1456 und 1461, oder in England von Geoffrey Chaucer die Canterbury Tales zwischen 1387 und 1400. Möglicherweise sind so „Wanderstoffe“ zwischen den Volksliteraturen entstanden.

## Beispiel: Deutschland
Gemeinsam ist den Erzählungen im Original die Versform und der Paarreim, wobei die Länge variiert. Die Inhalte vermitteln den Eindruck eines Spiegels des Volkslebens im Gegensatz zur feudalhöfischen Literatur im 12. und 13. Jahrhundert. Die niederen Stände und erotische Themen halten Einzug in die Literatur.
Die drei Mönche zu Kolmar aus dem zweiten Kapitel der Unheiligen Heiligen sind ein Beispiel aus dieser deutschen Sammlung.

## Kompositorische Form
Stolz auf die Leistung deutschsprachiger Volkskultur, nimmt sich die Sammlung die Einteilung Boccaccios im Decamerone, dem 10-Tage-Werk, d. h. der Erzählung von zehn Geschichten an zehn Tagen, zum Vorbild. So gelingt eine Akzentuierung beliebter Themen, Motive, Stoffe, die eine Vorstellung von den Eigenarten mittelalterlicher deutscher Kleinepik vermitteln. Die sprachliche Wiedergabe dieser versgebundenen Dichtung, die im Original nur noch Spezialisten verständlich ist, erfolgt in Prosa wegen der besseren Lesbarkeit und einem Gewinn an Wirkung beim Leser. Beidem dient auch die Entscheidung, bei der Übersetzung nacherzählend zu arbeiten, dabei aber dem Original gerecht zu werden. Aufbaueigentümlichkeiten und originalgegebene Stoffanordnung bleiben unangetastet.

### Die zehn Kapitel

#### Mit den Augen des Volkes
- Die unsichtbaren Gemälde
- Das brennende Tuch[3] oder Der Pfaffe Amis lässt sich bei einer leichtgläubigen Rittersfrau einquartieren. Beim Abschied schenkt die Frau ihm ein wertvolles Tuch, da sie seine heilbringende Kraft zu spüren vermeint. Als ihr Mann nach Hause kommt und sie ihm vom Pfaffen erzählt, ermahnt der Ritter sie wegen ihrer Dummheit und reitet Amis hinterher. Amis, der mit der Ankunft des Ritters gerechnet und das Tuch mit einem glimmenden Stück Holz präpariert hat, muss dem Ritter das Tuch zurückgeben. Dieser macht sich auf den Weg nach Hause. Doch als das Tuch zu brennen beginnt, glaubt der Ritter, dass dieses deshalb geschieht, weil es Sünde war, dem Pfaffen das Tuch zu entreißen. Sofort reitet er zurück zum Pfaffen, bittet ihn um Gnade und will ihm den Wert des Tuchs doppelt ersetzen. Zu Hause verpfänden der Ritter und seine Frau ihre Kleider und geben Amis zehn Pfund. Der Ritter erzählt den Bauern von dem Vorfall, und alle lassen sich gegen Geld in die Fürbitte des Pfaffen einschließen. Amis bricht wieder auf.
- Der entblößte Ritter
- Der nackte Bote
- Der tapfere Bauer und der ungetreue Amtmann
- Der Richter und der Teufel[4]. Das Märchen berichtet vom reichen Richter einer Stadt, der rücksichtslos, ungerecht und geizig ist. Am Morgen eines Markttages reitet er aus, um seinen Lieblingsweinberg zu besichtigen, als ihm ein kostbar gekleideter, vornehm aussehender Mann begegnet. Der Richter erkundigt sich sehr unhöflich danach, wer der Fremde sei und woher er komme. Als dieser ihm antwortet, dass es besser für ihn sei, dies nicht zu wissen, droht ihm der Richter mit dem Tod. Daraufhin gibt sich der Fremde als der Teufel zu erkennen. Der Richter will weiter wissen, was der Teufel in der Stadt zu tun gedenke. Der gibt ihm zu verstehen, dass ihm an diesem Tag die Macht gegeben sei, alles mit sich zu nehmen, was ihm in vollem Ernst gegeben würde. Der Richter fordert den Teufel auf, ihn mitgehen zu lassen, damit er sähe, was man dem Teufel in der Stadt gäbe. Der Teufel versucht es ihm auszureden, doch der Richter zwingt den Teufel unter Anrufung Gottes dazu, so dass der Teufel gar nicht anders kann, als den Richter mitzunehmen. Auf dem Markt angekommen, wird zuerst ein Schwein von einer Frau zum Teufel gewünscht, danach ein Rind und als drittes ein Kind. Der Richter fordert den Teufel jedes Mal zum Zugreifen auf; der Teufel lehnt aber ab, da es nicht ernst gemeint sei. Zuletzt begegnen sie einer alten, kranken, bekümmerten Frau. Als diese den Richter erblickt, beginnt sie zu klagen: Der Richter habe ihr in seiner Ungerechtigkeit ihre einzige Kuh genommen, die alles war, was sie noch zum Leben hatte. Schlussendlich wünscht sie ihn zum Teufel. Der Teufel antwortet, dass dies ernst gemeint sei, packt den Richter bei den Haaren und fliegt mit ihm durch die Luft davon. Das Märchen endet mit der Moral: Es ist ein unweiser Rat, Der mit dem Teufel umgaht. Wer gern mit ihm umfährt, Dem wird ein böser Lohn beschert.[5],
- Der Riese
- Die reiche Stadt
- Der Ratgeber
- Von einem jungen Ratgeber

#### Unheilige Heilige
- Der kluge Knecht
- Die Wolfsgrube[6][7],
- Der Priester in der Reuse
- Der Herrgottschnitzer
- Die drei Mönche von Kolmar. Die junge, schöne Frau eines verarmenden Mannes geht vor Ostern zur Beichte zu einem Predigermönch. Der möchte ihr als Buße auferlegen, ihn zu ihr zu lassen und alle seine Wünsche für 30 Silberlinge zu erfüllen. Entsetzt vertröstet sie ihn und geht zur Beichte zu einem Barfüßermönch. Dieser verlangt das Gleiche von ihr für 60 Silbermark. Immer noch ohne Absolution geht sie zu einem Augustinermönch, der ihr 100 Mark anbietet. In ihrer Gewissensnot vertraut sie sich ihrem Mann an. Der sieht eine Gelegenheit, wieder zu Reichtum zu kommen. Er lässt sie die Mönche für die nächste Nacht nacheinander einladen, sie sollten das Geld mitbringen, ihr Mann wäre fort. Er versteckt sich hinter der Wand und als der erste Mönch sein Geld hinterlegt hat, klopft er an die Wand, als ob er früher heimkäme. Der Mönch versteckt sich in einem Waschzuber kochenden Wassers und stirbt. Das Paar lehnt den Toten an die Wand, als schon der zweite Mönch kommt, und danach der dritte, denen dasselbe Schicksal blüht. Für versprochene vier Taler wirft ein betrunkener Scholar die Mönche nacheinander in den Rhein. Auf dem Rückweg glaubt er, einen vor ihm laufenden Mönch nicht in den Rhein geworfen zu haben, packt ihn, wirft ihn auch in den Fluss. Bei dem reichen Mann erhält er den geringen Lohn. Moral: ein Unschuldiger muss den Frevel des Schuldigen engelten und wer in fremden Revieren wildert, erhält seine gerechte Strafe.[8]
- Der Liebeszehnte
- Der vertauschte Müller
- Der Teufel im Kloster
- Der Pfaffe im Käsekorb
- Der durstige Einsiedel

#### Hochmut kommt vor dem Fall
- Des Muses Lehre handelt von zwei Männern, die sich mit Mus bekleckern. Der eine fängt an, sein Mütchen zu kühlen[9] und sich über den anderen und dessen Ungeschicklichkeit zu beschweren. Wenn jemand sich mit Mus bekleckert hat, was man mit einigem Takt übersehen kann, so möge man ihn so lange ungeschoren lassen, bis man sich davon überzeugt hat, daß man nicht in die gleiche Verlegenheit geraten ist. Sonst kann es einem wie jenem Mann ergehen, der überheblich zu tadeln begann und dann hinnehmen muß, daß Gleiches mit Gleichem vergolten wird.[10]
- Der nackte Kaiser ist nicht zu verwechseln mit Des Kaisers neue Kleider. Ein hochfahrender Kaiser verleugnet das Wort des Evangelisten Lukas: Was sich erhöht, das wird erniedrigt, und was sich erniedrigt, das wird erhöht.[11] Nach dem Bad gibt sich ein anderer als Kaiser aus und der richtige steht nackt vor dem Nichts. Keiner seiner ehemaligen Günstlinge steht zu ihm. Beim angekündigten, öffentlichen kaiserlichen Gericht erkennt er den wahren Charakter eines Kaisers. Vom „falschen“ Kaiser wird er heimlich wieder in sein Amt versetzt, nachdem er Besserung versprochen hat.
- Der Bauer und die Prinzessin
- Die halbe Birne[12]
- Das Häschen
- Das roßlederne Kleid[13] Eine Geschichte von Hanns Ramminger erzählt von einem Ritter im Oberland, dessen Frau sich ebenso prächtig kleiden möchte, wie die Frau des Herzogs. Sie verlangt ein ebensolches Prunkkleid wie die Herzogin. Der Ritter lässt ein Pferd im Wert des Kleides schlachten und zieht die Haut seiner Frau an, als sie im Gefolge der Herzogin zur Messe geht. Der kluge Ritter vertreibt den Hochmut seiner Frau und zeigt wer Herr im Hause ist[14]
- Die Heimholung
- Der Spiegel
- Der Rosenbusch
- Hausfrau und Magd

#### Siege der Klugheit
- Die zwei Könige
- Priester und Bischof
- Das erzwungene Gelübde
- Das Rädchen
- Tumult im Bürgerhaus
- Die Martinsnacht
- Der Reiher
- Der entlaufene Hasenbraten[15]
- Des Winzers Frau
- Die drei Wünsche[16].

#### Wunder wahrer Liebe
- Die Nachtigall
- Der Mönch als Liebesbote (Fassung A)[17]
- Der arme Heinrich. Mit der aufopfernden Liebe eines Bauernmädchens zu ihrem Herrn rettet sie dessen Leben und sie heiraten.  Die alle Standesgrenzen aufhebende Eheschließung zwischen dem Angehörigen des Hochadels und dem Bauernmädchen vollendet die eindrucksvolle, humanistische soziale Utopie Hartmanns von Aue.[18]
- Die Tochter des Kaisers Lucius
- Das Herz
- Frauentreue
- Der Bussard
- Sociabilis
- Die Liebesprobe
- Die Rache der betrogenen Frau

#### Die treue Gattin
- Das Auge,
- Der Balken,
- Ritter Alexander,
- Friedrich von Auchenfurt,
- Die getreue Kaufmannsfrau,
- Die Versuchung,
- Der Edelmann mit den vier Frauen,
- Die Königin von Frankreich und der treulose Marschall,
- Ehefrau und Buhlerin,
- Der Siegesgürtel[19].

#### Die Ehebrecherin
- Das Kerbelkraut,
- Die Hose des Buhlers,
- Die Schnur am Zeh,
- Der Ritter mit den Nüssen,
- Der Ritter unter dem Zuber,
- Der Chorherr und die Schustersfrau,
- Die Pächterin mit der Ziege,
- Der Schreiber,
- Liebesdurst,
- Die List der Magd.

#### Das böse Weib
- Die Beichte,
- Der Zahn,
- Die böse Adelheid,
- Der lebendig begrabene Ehemann,
- Drei listige Frauen[20],
- Die leichtherzige Witwe,
- Die genasführten Liebhaber,
- Die Rache der listigen Schönen,
- Die eingemauerte Frau,
- Das heiße Eisen.

#### Närrische Liebe
- Die beiden Freundinnen,
- Die Vertreibung des Teufels,
- Der angeklagte Zwetzler,
- Der Sperber,
- Der närrische Müller,
- Der wahrsagende Baum,
- Das Gänschen,
- Der schwangere Mönch,
- Das Liebespaar auf der Linde,
- Das untergeschobene Kalb.

#### Allerlei Schelmerei
- Der Schinkendieb als Teufel,
- Die beiden Freunde und der Bär,
- Der betrügerische Blinde,
- Die Vergeltung,
- Das Schneekind[21],
- Das Almosen,
- Drei listige Gesellen,
- Der Kuhdieb,
- Der Wettstreit der drei Liebhaber,
- Der fünfmal getötete Pfarrer.